# Aimé Maeght
 (décembre 2008).
Si vous disposez d'ouvrages ou d'articles de référence ou si vous connaissez des sites web de qualité traitant du thème abordé ici, merci de compléter l'article en donnant les références utiles à sa vérifiabilité et en les liant à la section « Notes et références ».
Aimé Maeght (prononcé [mɑɡ]), né le 27 avril 1906 à Hazebrouck dans le Nord et mort le 5 septembre 1981 à Saint-Laurent-du-Var, est un graveur, lithographe, marchand d'art, galeriste, mécène, éditeur, producteur de film et créateur de la Fondation Maeght, consacrée à l'art moderne et contemporain du XXe siècle.

## Biographie
Fils d'une famille hazebrouckoise, près de Lille, résidant rue de Thérouanne. Son père, ingénieur des Chemins de fer, est porté disparu durant la Première Guerre mondiale. Pour échapper aux Allemands, Aimé, ses deux frères, sa sœur et leur mère sont pris en charge par la Croix-Rouge et rapatriés dans le sud de la France, à Saint-Hippolyte-du-Fort dans le Gard. Il est encore enfant quand il comprend qu’il devra travailler dur pour soutenir sa famille. Il grandit à Lasalle.
Après avoir passé son certificat d’études, intelligent, l’esprit vif, passionné de jazz, de poésie et de peinture, Aimé poursuit des études à l'École des beaux-arts de Nîmes, où il reste cinq ans premier de sa promotion.[réf. nécessaire]. Il apprend le dessin industriel puis s’oriente vers les nouvelles techniques d’impression jusqu’à obtenir un diplôme de graveur lithographe.
Rien ne prédestinait Aimé Maeght à devenir une des figures majeures de la scène artistique mondiale. Son statut de pupille de la nation lui permet d’obtenir un emploi d’ouvrier imprimeur dans une entreprise de Cannes où il s’installe en 1927. Il rencontre Marguerite Devaye, une Cannoise de dix-sept ans qu'il épouse en 1928. Toute sa vie à ses côtés, elle restera la complice enthousiaste des audaces de son mari, mais aussi l’organisatrice mesurée, qui permettra aux rêves d’être réalisés.
De leur union naissent Adrien le 17 mars 1930 et Bernard le 1er mai 1942. Aimé Maeght reconnaîtra en 1955, un troisième enfant, Sylvie Maeght-Balthazar, née le 24 mars 1955 d'une union libre avec Marcelle Balthazar.
En 1932, Aimé ouvre un magasin de TSF (postes radio) avec en arrière-boutique un atelier de graphisme. L'endroit devient rapidement une galerie, ARTE (Arts et Techniques graphiques). Il est situé rue des Belges, près de la Croisette, à Cannes. Il rencontre Pierre Bonnard avec qui il noue une profonde amitié et qui lui présente Henri Matisse.
Durant la Seconde Guerre mondiale Aimé et Marguerite accueillent chez eux les artistes et poètes venus se réfugier en « zone libre ».Très liés à Jean Moulin, Marguerite et Aimé se réfugient à Vence, près de Henri Matisse, lorsqu'il est arrêté à Lyon.
Après le chaos de la guerre, Paris se reconstruit. Au cœur de cet élan, la Galerie Maeght est inaugurée le 6 décembre 1945 rue de Téhéran et crée l’événement avec une exposition Henri Matisse. La Galerie est le lieu de rendez-vous des artistes, des  poètes, des écrivains. Aimé et Marguerite ont le talent de réunir autour d’eux ceux qui inventent l’époque à venir. Les grands maîtres, Bonnard, Matisse et Braque affichent leur soutien aux audacieux projets d’Aimé.
Dans sa galerie parisienne, il organise des expositions où il accueille les peintres les plus « modernes » du moment comme Henri Matisse, Marc Chagall, Joan Miró, Fernand Léger, Alexander Calder, Pierre Bonnard, Valerio Adami, Bernard Quentin, Paul Rebeyrolle, etc.
Avec sa famille, Aimé Maeght devient le compagnon de route de Henri Matisse, Braque, Léger, Miró, Chagall, Alexander Calder et Alberto Giacometti. Les principaux artistes de l’après-guerre rejoindront les Maeght et exposeront dans leur galerie tels Bram van Velde, Antoni Tàpies, Raoul Ubac, Jean Signovert, Pierre Tal Coat, Jean Bazaine, Eduardo Chillida, Riopelle, Pierre Alechinsky, Rebeyrolle, Adami, Jacques Monory et bien d’autres.
Aimé Maeght ne peut concevoir son activité de marchand d’art sans donner la part belle à l’écrit. Il conçoit dès 1946 la célèbre revue d'art Derrière le miroir (DLM), consacrée aux artistes exposés à la galerie Maeght, tout en y associant des écrivains et poètes. Il édite également des ouvrages de bibliophilie de haute qualité, auxquels collaborent de prestigieuses signatures.
Dans les années 1960 et 1970, jusqu'à sa mort le 5 septembre 1981, Aimé Maeght, outre Derrière le miroir, édite deux revues de poésie dont l'importance est majeure : L'Éphémère d'abord, créée par Gaëtan Picon, André du Bouchet, Yves Bonnefoy et Louis-René des Forêts, puis, à partir de 1973, Argile, créée par Claude Esteban. Il publie également Chroniques de l'art vivant, première revue qui, sous la direction de Jean Clair, rend compte de l'actualité artistique internationale.
Aimé Maeght marque aussi le XXe siècle par la création  avec son épouse de la Fondation Marguerite et Aimé Maeght, à Saint-Paul-de-Vence, entre Nice et Cannes.
Aimé, Marguerite et Bernard, leur fils, sont enterrés dans le cimetière de Saint-Paul-de-Vence.

### Postérité
Aujourd'hui la famille Maeght poursuit l'œuvre d'Aimé et Marguerite Maeght au travers de la Fondation Maeght, de la galerie Maeght et de Maeght Éditeur. Adrien Maeght assume la présidence du Conseil d'Administration de la Fondation depuis 1982, deux de ses enfants, Isabelle et Jules Maeght figurent également au Conseil ainsi que Sylvie Balthazar-Eon pour la famille. Les autres membres de ce Conseil d'administration étant des représentants de l'Etat et des personnalités qualifiées.

#### La Fondation Marguerite et Aimé Maeght
C'est en 1954, à la suite de la mort de leur jeune fils Bernard, que Marguerite et Aimé Maeght, profondément atteints, entreprennent, sur le conseil de Fernand Léger et Georges Braque, un voyage aux États-Unis pour visiter les fondations américaines : Barnes, Phillips, Guggenheim.
Peu à peu se précise l’envie de créer un lieu où rassembler leur collection et où leurs amis artistes pourraient travailler et échanger. L’idée d’un centre de vie apparaît à l’image d’un plan de village. L'architecte Josep Lluís Sert, en humaniste, dessine une architecture dédiée aux artistes comme aux simples amateurs. Un grand champ d’entrée, une agora, des bâtiments autour de patios, un campanile pour la chapelle, une maison pour les artistes… Son ensemble architectural a été spécialement conçu pour présenter l'art moderne et contemporain sous toutes ses formes.
Le soir du 28 juillet 1964, André Malraux, alors secrétaire d’État à la Culture, reçoit des mains des petites-filles de Marguerite et Aimé les clés de la Fondation. La soirée, sous les étoiles, se poursuit par un tour de chant où Yves Montand interprète, bien sûr, une chanson de l'ami Jacques Prévert, Dans ma maison. Ella Fitzgerald charme et séduit l’auditoire. Déjà, Aimé mêle toutes les expressions artistiques. Cette nuit-là, la Fondation Marguerite et Aimé Maeght devient le premier lieu d’art contemporain consacré à l’art vivant.
Véritable musée dans la nature, la Fondation Maeght possède une des plus importantes collections en Europe de peintures, sculptures, dessins et œuvres graphiques du XXe siècle. Certains grands artistes figurent au premier plan de cette prestigieuse collection : Bonnard, Braque, Calder, Chagall, Giacometti, Léger, Miró…
Aujourd'hui, plus de 150 000 personnes visitent chaque année la Fondation et son célèbre jardin de sculptures de Miró, Giacometti, Calder, Braque, Chagall et Léger. De grandes expositions y sont présentées. Sa collection compte plus de 13 000 œuvres dont le second ensemble au monde de Giacometti, et le second corpus d'œuvres de Miró, le plus grand tableau sur châssis au monde de Chagall, La Vie, un des deux trésors nationaux de la Fondation Maeght avec L'Eté de Bonnard.

#### La galerie Maeght
La galerie Maeght ouvre à Paris en 1946 et devient la galerie exclusive des plus importants artistes de l'époque : Kandinsky, Léger, Matisse, Bonnard, Braque, Giacometti, Chagall, Miró, Calder, Bernard Quentin… Peu après, Maeght ouvre sa galerie à Barcelone, hôtel de Cervelló, rue Montcada.
Aujourd’hui, elle organise des expositions d'artistes modernes et contemporains et collabore à de nombreuses expositions muséales tant en France qu'à l'étranger. Elle est dirigée par Isabelle Maeght.

#### Maeght Éditeur
Maeght Éditeur publie en exclusivité des gravures et lithographies d’artistes contemporains. Les artistes ont créé des œuvres originales à la demande de Maeght. Toutes les techniques d’impression, de la plus traditionnelle à la plus moderne ou avant-gardiste, sont mises à la disposition des artistes dans les ateliers de l'imprimerie ARTE-Adrien Maeght à Paris.
Maeght Éditeur a publié et imprimé la majeure partie des gravures de Miró, Tàpies, Calder ou Chillida. Le tirage de chaque gravure est limité à quelques dizaines d’exemplaires qui sont signés par les artistes. Avec 12 000 titres publiés, Maeght Éditeur est l'un des plus importants éditeurs de lithographies et gravures au monde.[réf. nécessaire]
La bibliophilie a toujours passionné la famille Maeght qui a publié de nombreux ouvrages signés par l'artiste et l'auteur et numérotés avec Joan Miró Adonides texte de Jacques Prévert, Album 19 texte de Raymond Queneau, Album 21 texte de Carlos Franqui, Fissures texte de Michel Leiris, Le Flux de l'Aimant texte de René Char, L'émancipation définitive de la queue du chat, Le Miroir de l'homme par les bêtes textes de André Frénaud, Parler seul texte de Tristan Tzara, Les Pénalités de l'enfer ou Les Nouvelles Hébrides texte de Robert Desnos, avec Georges Braque La Liberté des mers et Une Aventure méthodique textes de Pierre Reverdy, La Nuit la faim texte de Georges Ribemont-Dessaignes, La Résurrection de l'oiseau texte de Frank Elgar, avec Jean Bazaine Hauteur pour affleurer texte de Jean-Baptiste de Seynes, avec Marc Chagall Celui qui dit les choses sans rien dire texte de Louis Aragon, Et sur la terre… texte de André Malraux, avec Alexander Calder Fêtes texte de Jacques Prévert, Le Sacrilège d'Alan Kent texte de Erskine Caldwell, avec Eduardo Chillida Más allá texte de Jorge Guillén, avec Jean-Paul Riopelle Unearth texte de Paul Uster, avec Marco Del Re The Rough field texte de John Montague, avec Jean Cortot La Charge du Roi texte de Jean Giono, Cinq dictées de la mélancolie texte de Salah Stétié…